# Roderick Bajada
Roderick Bajada (Ħamrun, 4 gennaio 1983) è un ex calciatore maltese, di ruolo centrocampista.

## Carriera

### Nazionale
Ha collezionato undici presenze con la propria Nazionale.